# Parafia Opieki św. Józefa i Matki Bożej z Góry Karmel w Łodzi
Parafia pw. Opieki św. Józefa i Matki Bożej z Góry Karmel w Łodzi – parafia rzymskokatolicka znajdująca się w archidiecezji łódzkiej w dekanacie Łódź-Radogoszcz. Erygowana w 1974. Mieści się przy rogu ulic Liściastej i Czereśniowej.

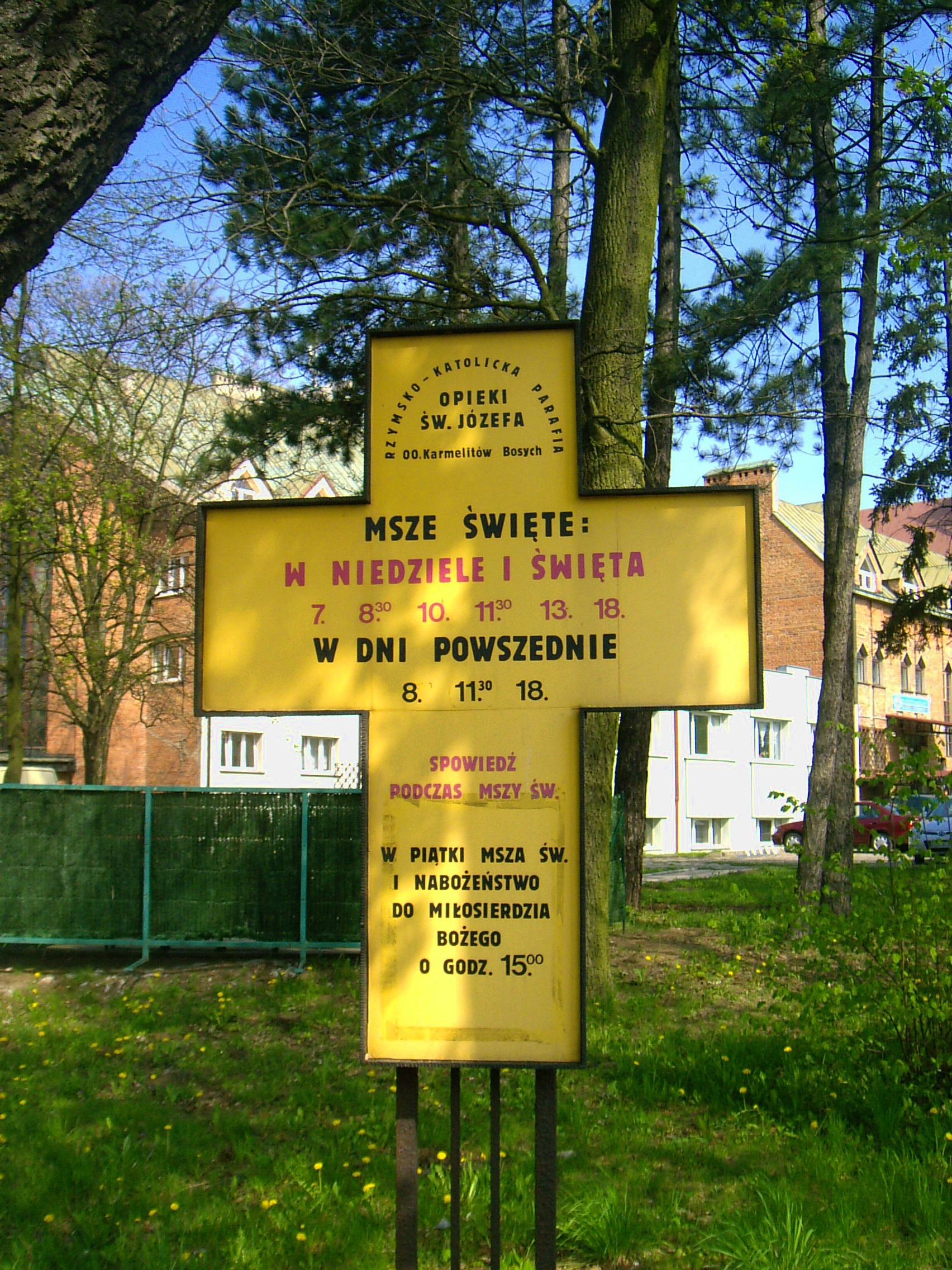
Tablica z planem mszy w parafii

Kościół parafialny wybudowany w latach 1933–1972. W parafii od 1945 posługę sprawują karmelici bosi.